# Il compagno B
Il compagno B (Pack Up Your Troubles), conosciuto anche col titolo Conoscete Mr. Smith?, è un film del 1932 diretto da George Marshall e Raymond McCarey e interpretato da Stan Laurel e Oliver Hardy.

## Trama
Durante la prima guerra mondiale, Stanlio e Ollio, per essersi finti disabili davanti ad un sergente che cercava nuovi volontari, vengono scoperti e reclutati nell'esercito statunitense. Una volta arrivati al campo d'addestramento, dimostrano però di non saper fare neanche una marcia e vengono quindi sbattuti a fare gli sguatteri alle cucine e poi in cella con il cuoco Pierre, infuriato con loro in quanto hanno fatto le spie a suo danno per un assurdo disguido col generale.
Dopo un po' di tempo, i due amici giungono in Francia e vengono mandati al fronte per combattere in trincea, insieme al loro nuovo amico Bill Smith, da loro soprannominato "Eddie". Quest'ultimo però ha dei seri problemi: la moglie lo ha lasciato per un altro ed è diventato l'unico responsabile della figlia piccola, che vive con tutori estranei.
Stanlio e Ollio tentano di convincerlo ad affidare la bimba ai nonni paterni, ma invano, poiché Bill aveva chiuso i rapporti con i suoi genitori molti anni prima. Stanlio e Ollio però riescono a farsi dare l'indirizzo della piccola poco prima che Bill venga catturato dai tedeschi, durante un improvviso assalto. Mandati all'attacco per liberare il compagno, i due riescono per errore a mettere in moto un carro armato ed a prevalere nello scontro: Stanlio e Ollio vengono quindi premiati con il congedo. Quando viene firmato l'armistizio, Bill è stato già ucciso dai tedeschi. Stanlio e Ollio tutta via, decidono di andare a prendere la bambina del loro amico e portarla dai nonni paterni, decisi più che mai a salvarla.
I due amici, rimpatriati in America dopo l'armistizio e con l'indirizzo ottenuto, vanno a recuperare la bimba di Bill dalle persone cui era in affidamento e cominciano la difficile ricerca dei nonni, dei quali conoscono soltanto il cognome: Smith. Stanlio e Ollio cominciano la ricerca di Mr. Smith, chiedendo ai cittadini porta a porta e combinandone di tutti i colori: imbattendosi con un uomo di colore al quale viene domandato da Stanlio se è il padre di Bill, beccandosi un pugno a testa da un pugile non imparentato con la bambina, mandando a monte un matrimonio combinato per equivoco, dove la sposa ringrazierà Stanlio dandogli un bacio oltre anche a tirare un sospiro di sollievo.
Decidono quindi di telefonare ai vari Smith presenti sull'elenco telefonico; le ricerche però sono inutili dato che gli Smith sono davvero numerosi ed i due cominciano ad avere grane anche con le istituzioni. Non essendo riconosciuti legalmente come tutori della bambina, l'orfanotrofio della cittadina vuole prelevare la piccola, per poi mettere agli arresti i due amici. Così Stanlio e Ollio decidono di scappare, trasferendosi altrove con la loro attività culinaria, costituita da un semplice furgoncino di alimentari. Non avendo denaro sufficiente per sostenere le spese del viaggio, chiedono un prestito al presidente di una società bancaria, ma le loro garanzie non sono sufficienti. Distraendosi, il presidente si autostordisce ed i due amici riescono a prelevare abbastanza denaro in modo avventuroso e scappano.
La polizia però si mette subito alle loro calcagna ed i tentativi di fuga non servono a nulla. Riportati con la bambina al domicilio del presidente, i due sono costretti a restituire il denaro; la bimba sta per essere portata via, ma tra le cose personali di Stanlio e Ollio c'è una foto scattata in tempo di guerra con il loro amico Bill. Il presidente, guardando la foto, riconosce il figlio Bill: è lui il tanto ricercato Mr. Smith, nonno della piccola. Appena saputo di ciò, Mr. Smith concede il rilascio dei due, accogliendo così in casa la nipotina. Stanlio e Ollio vengono invitati dall'uomo a cena, ma il suo chef personale, il cuoco Pierre, conosciuto dai due protagonisti al campo d'addestramento, non approva l'invito; in compenso, riconoscendo i due ed armato di coltello, ha l'opportunità di sfogarsi su di loro per il torto subito nella prigione militare.

## Produzione
La pellicola venne realizzata tra il 2 e 27 maggio 1932; si possono ricordare luoghi come:
- lungo la 48th Street di Los Angeles;
- la First National Bank di Beverly Hills, all'incrocio tra North Beverly Drive e South Santa Monica Boulevard ;
- gli Hal Roach Studios di Culver City, principalmente per le scene inerenti al campo militare; l'ingresso del campo fu il retro di questi vecchi studi, mentre la scena dove Bill s'incontra con la figlia e la governante venne girata nella sala d'amministrazione degli studi medesimi;
- le scene iniziali, inerenti al parco, girate in parte nel Palisades Park di Santa Monica ed in buona parte nel Will Rogers Memorial Park di Beverly Hills.

## Distribuzione italiana
Distribuito nel 1934 col doppiaggio italiano della coppia Canali-Cassola, questo risultò disperso dopo la guerra. Fu doppiato nuovamente nel 1948 dalla coppia Sordi-Zambuto, ma esso è mutilo di alcune scene per una durata effettiva di 60 minuti. Questa versione è stata distribuita anche a colori, con le scene mancanti. Per l'occasione fu riscritta la colonna sonora da Umberto Mancini, e disegnati i titoli di testa italiani, differenti dall'originale. 

## Curiosità
- Il titolo italiano del film "Compagno B" deriva da una errata traduzione di "B Company" (cioè "Compagnia B") che corrisponde al reparto militare assegnato ai due, scritta più volte inquadrata dalla macchina da presa persino sui bidoni della spazzatura, e non alla lettera iniziale del nome del loro commilitone. Allo stesso tempo potrebbe richiamare il film Il compagno P, film russo di guerra del 1943.
- A ricoprire il ruolo del cuoco Pierre è uno dei registi del lungometraggio, ovvero George Marshall.
- Per la riedizione cinematografica statunitense del 1943 il film venne mutilato di due scene: quella dell'aggressione del volgare tutore della bambina ai danni della sua consorte e quella successiva quando Stanlio si difende dagli energumeni gettandogli addosso dell'acqua bollente contenuta nel pentolino. La ragione di questi due tagli sta nel fatto che all'epoca della ridistribuzione il codice Hays di autocensura non permetteva scene di violenza od atteggiamenti di difesa che potessero assomigliare ad aggressione. Questa seconda versione (più corta di circa cinque minuti rispetto al montaggio originale) è stata poi quella utilizzata in seguito per le nuove edizioni doppiate in Italia, Germania, Francia nonché nella nuova distribuzione del Regno Unito, tutte risalenti al dopoguerra. Le scene tagliate sono state reintegrate nel film solo nel 1996 in occasione della pubblicazione del film in videocassetta in Europa in versione restaurata. È stato trasmesso in Italia in versione integrale su Rai Movie il 21 dicembre 2021, con il doppiaggio disponibile (con le voci di Sordi e Zambuto) e le scene tagliate in versione originale sottotitolate. Il primo doppiaggio italiano del film risalente al 1933 (intitolato Conoscete Mr. Smith?) era tuttavia integrale, ma ad oggi risulta andato perduto.